# Lufthansa CityLine

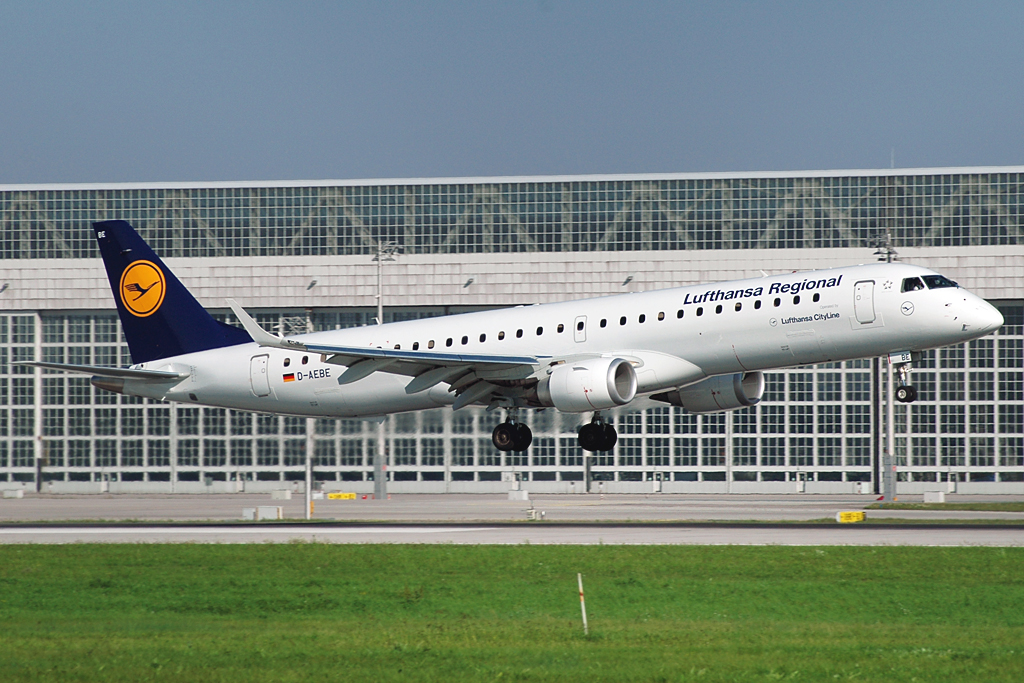
Embraer 195

Lufthansa CityLine eller formellt Lufthansa CityLine GmbH är ett flygbolag med säte i Köln, Tyskland. Bolaget är ett regionalt och helägt dotterbolag till Lufthansa och medlem av Lufthansas regionala nätverk. Bolaget är det största regionala flygbolaget i Europa. Dess huvudsakliga bas är Flughafen Köln-Bonn, med hubar vid Hamburgs flygplats, Frankfurt Mains flygplats, Düsseldorfs internationella flygplats och Münchens flygplats.

## Historik
Flygbolaget grundades 1958 som Ostfriesische Lufttaxi (OLT) och blev år 1970 Ostfriesische Lufttransport (OLT) (som fortfarande existerar idag som ett separat flygbolag) i Emden. Den 1 oktober 1974 omorganiserades och döptes det om till DLT - Luftverkehrsgesellschaft GmbH. 1978 inleddes ett samarbete med Lufthansa, på kortare internationella linjer. Och 1988 kom all verksamhet att skötas på uppdrag av Lufthansa. I mars 1992 blev DLT ett helägt dotterbolag till Lufthansa och döptes om till Lufthansa CityLine.

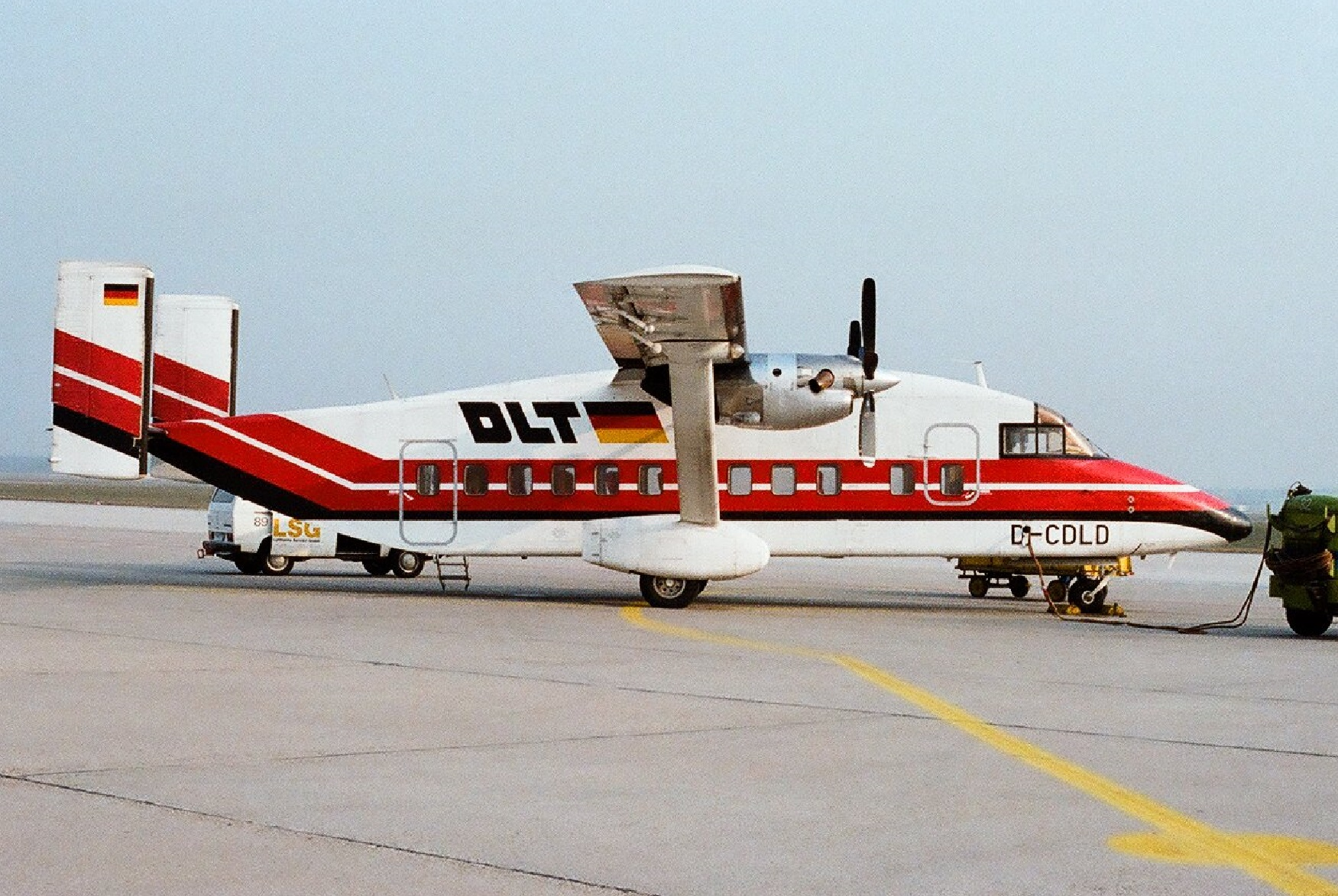
DLT Embraer EMB 120, 1989.

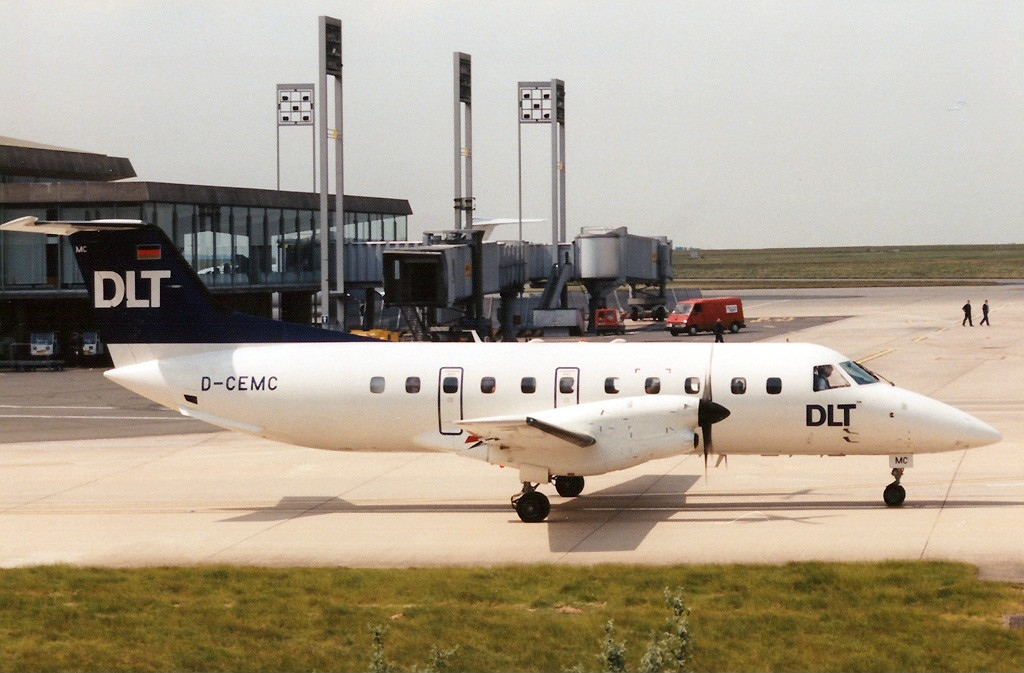
DLT Short 330, 1984.

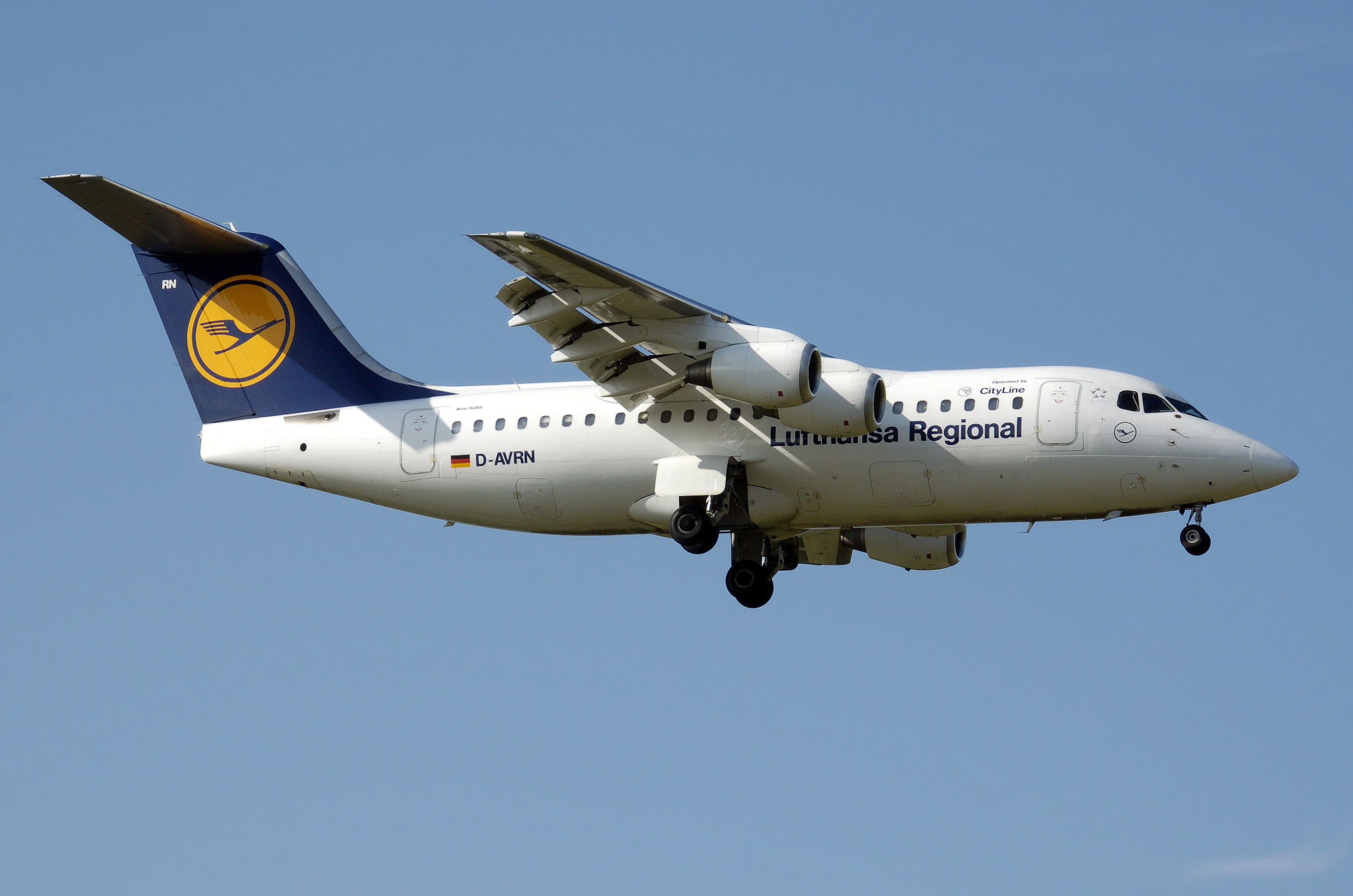
Lufthansa Regional CityLine Avro RJ85.

## Flotta
År 2013 hade Lufthansa Cityline en flotta bestående av:
- 17 Bombardier CRJ-700ER
- 12 Bombardier CRJ-900
- 9 Embraer 190
- 24 Embraer 195

### Historisk flotta
Plan som tidigare ingått i flottan:
- Avro RJ85ER
- Bombardier CRJ100, CRJ200
- Embraer EMB 120 Brasilia
- Fokker F-27
- Fokker 50
- Hawker Siddeley HS 748
- Short 330